# Jesús Pastor Espinosa
Jesús Pastor Espinosa (Caracas, 27 d'abril de 1993) és un futbolista valencià.

## Biografia
Malgrat que va néixer a Veneçuela, va ser adoptat per una parella d'Asp, on ha viscut tota la vida. El seu primer equip va ser la Coca d'Asp, entrant al futbol base de l'Hèrcules CF amb 13 anys. El juny de 2008 va signar un contracte base amb l'equip herculà fins al juny de 2012, amb una clàusula per renovar-lo per tres anys més.
Actualment juga al filial de l'equip alacantí, malgrat que és convocat assíduament amb el primer equip.